# Спайс Гърлс
„Спайс Гърлс“ (на английски: Spice Girls) е английска дамска поп-група, създадена в Лондон през 1994 г. с членове Виктория Бекъм, Мелани Браун, Мелани Чизхолм, Ема Бънтън и Джери Халиуел. Момичетата подписват договор с Върджин Рекърдс и записват дебютния си сингъл „Wannabe“ през 1996 г. Песента се задържа на първо място на английските музикални класации седем седмици, което превръща групата в световен феномен. Имат издадени три студийни албума, от които са продадени над 55 милиона копия по цял свят, както и 13 сингъла. Спайс гърлс е най-успешната момичешка група за всички времена, а дебютната им песен е най-успешният сингъл издаван от дамска група в историята на музиката. Петте момичета със своите прякори са истински поп икони в края на 90-те години.
Под опеката на дългогодишния им ментор и мениджър Саймън Фулър, групата често се появява и в британската преса. Всяко едно от момичетата има прякор, даден от списание Top of the Pops през 1996 г. – „Scary, Baby, Ginger, Posh and Sporty“. Групата е обявена за социален феномен, който променя хода на поп музиката и поп културата. През 1997 Спайс Гърлс заснемат и собствен филм наречен Spiceworld: The Movie.
През 2000 г. момичетата поемат по своя път (въпреки че разпадането им никога не е обявявано официално). Те се съсредоточават върху соло кариерите си. На 28 юни 2007 г. и петте момичета обявяват, че се събират отново за световно турне през декември. Издават и сборен албум „Greatest Hits“. През февруари 2008 г. групата обявява, че прекратява турнето си на 26 февруари в Торонто.
През юни 2012 г. групата се завръща отново на пресконференция в Лондон за работата върху мюзикъла „Viva Forever“. През юли 2018 г. групата отново се събира за турне през 2019 г. в Обединеното кралство и Ирландия.

## История

### Начало
В началото на 90-те, мениджърите Крис и Боб Хърбърт (баща и син) решава да сформират изцяло дамска група, която да се бори с доминиращите по онова време момчешки групи. През февруари 1994 г. компанията публикува вестникарска обява за кастинг, на който отиват стотици момичета. В крайна сметка са избрани пет от тях – Виктория Адамс, Лиан Морган, Мелани Браун, Джери Халиуел и Мишел Стивънсън. Групата е кръстена „Touch“. Момичетата са настенени да живеят заедно в къща в Мейденхед, Беркшир. Малко по-късно Лиан, която е малко по-възрастна от останалите е заменена с Мелани Чизхолм, която е на същата възраст като другите четири. През първите два месеца групата записва демо записи, репетират и различни танци. Скоро става ясно че Стивънсън не е подходяща за състава, и мениджърите решават да я заменят. Въпреки това, тя казва, че решението да напусне е било нейно, поради тежкото състояние на майка ѝ, болна от рак на гърдата. Двамата Хърбърт започват да търсят и първо се спират на Абигейл Кас, която обаче не ги впечатлява, и в крайна сметка взимат осемнадесет годишната Ема Бънтън. Тя веднага се вписва сред останалите момичета, които също я харесват. Петте заживяват заедно през юли 1994 г.
След като Бънтън се присъединява към момичетата, между групата и мениджърите се поражда недоволство. Момичетата се чувстват несигурни, тъй като към момента не са подписали договор, и компанията ги е тласкала в посока, в която тя каже. Групата принуждава Боб Хърбърт да организира изпълнение на живо пред текстописци, продуценти и изобщо хора от индустрията. Това се случва през декември 1994 г. Реакцията е доста положителна. Към групата вече има голям интерес и Хърбърт бързо предлагат подписване на договор. Петте момичета обаче решават да изчакат, по съвет на Тони Адамс – бащата на Виктория, който е адвокат. През март 1995 г. напрежението между групата и мениджърите се засилва още повече, което ги кара да прекъснат отношения. По думите на Дейвид Синклеър, момичетата крадат записите си от дискографията на офиса на техните мениджъри, за да са сигурни, че държат контрол над собствената си работа. Същият ден убеждават продуцентът Елиът Кенеди, който е присъствал на изпълнението им, да започне работа с тях.
През октомври 1994 г., въоръжени с каталог от демо записи и някои танцови стъпки, групата започва да обикаля мениджърски агенции. В крайна сметка се натъкват на Саймън Фулър от компанията 19 Management. Момичетата се сприятеляват с Фулър и най-накрая подписват с него през март 1995. През лятото на същата година групата прави записи в Лондон и Лос Анджелис с Фулър и подписва договор с Virgin Records през септември 1995 г. До лятото на 1996 г. момичетата продължават да пишат и записват песни за дебютния си албум.

### Spice
На 26 юни 1996 г. Спайс гърлс издават дебютния си сингъл „Wannabe“ във Великобритания. Песента влиза в класациите директно под номер 3, а още през следващата седмица е номер 1, където остава седем седмици. Песента става популярна в цял свят и оглавява класациите в 31 държави, превръщайки я в най-продаван сингъл (при това дебютен) на дамска група за всички времена. „Wannabe“ помага на Спайс гърлс да пробият и на трудния пазар в САЩ, където песента дебютира под номер 11 в Hot 100 Chart. По това време това е най-високият дебют на британска (или неамериканска) група в САЩ, биейки рекорда на Бийтълс с „I Want to Hold Your Hand“. „Wannabe“ е на първо място в САЩ четири седмици по-късно.
През ноември 1996 г. Спайс гърлс издават дебютния си албум Spice в Европа. Успехът е безпрецедентен и се сравнява с Бийтълсманията, поради широкия интерес към групата. Само за седем седмици от Spice са продадени 1,8 милиона копия, при това само във Великобритания. Това прави Спайс гърлс най-бързо продаваната група след Бийтълс. В крайна сметка, албумът продава 3 милиона копия във Великобритания и е на първо място в продължение на 15 седмици. В Европа и САЩ това е най-бързо продаваният албум за 1997 г. и става съответно 8 и 7 пъти платинен.
След първоначалния си успех, групата издава следващите си сингли „Say You'll Be There“ и „2 Become 1“ (вторият става Коледен хит на годината) съответно през октомври и декември. И двете песни се радват на забележителни продажби, оглавявайки класациите в над 53 държави. Утвърждава се репутацията на момичетата като най-голямата поп-група в света.
Последните сингли от Spice са „Mama“/"Who Do You Think You Are", които също са номер 1.

### Spiceworld
През ноември 1997 г. Спайс гърлс издават втория си албум – Spiceworld. Следвайки сингъла „Spice Up Your Life“, албумът се доказва като бестселър по целия свят. Поставя нов рекорд за най-бързо продаван албум – след само две седмици са продадени 7 милиона копия. Общите продажби от Европа, Канада и САЩ стигат 10 милиона. Групата е критикувана в Америка за това, че издава албума само девет месеца след пускането на дебютния си албум там. Въпреки това, Спайс гърлс остават най-продаваната поп група за 1997 и 1998 година. Издадени са синглите „Too Much“, „Stop“ и „Viva Forever“. Слухове говорят за издаването на „Saturday Night Divas“, но в крайна сметка това не се случва. „Stop“ е единствената песен, която не успява да стане номер едно във Великобритания – остава на второ място. Тази песен, заедно с „Headlines (Friendship Never Ends)“ (издадена през ноември 2007), са единствените два сингъла, които не са били номер 1 във Великобритания. Плановете са били „Viva Forever“ да бъде издадена едновременно с „Never Give Up On The Good Times“, но втората е пропусната, заради напускането на Джери през май 1998 г.
През юни 1997 г. групата започва да снима и кино дебюта си, озаглавен Spiceworld: The Movie. Филмът е режисиран от Боб Спийрс (Фолти Тауърс). С идея да съпроводи албума, комедийният стил и съдържание напомнят за филмите на Бийтълс от 60-те години. Комедията има за цел да улови духа на Спайс гърлс, включвайки звездните участия на звезди като Роджър Мур, Елтън Джон, Майкъл Баримор и Хю Лори. Пуснат през декември 1997, Spiceworld: The Movie се доказва като хит печелейки над 100 милиона долара от бокс офис и DVD продажби.
На 7 ноември 1997 Спайс гърлс уволняват Саймън Фулър. Новината е на първа страница на вестник Сън, както и по целия свят. Групата бързо успява да намери начин да се менижира сама – всяко едно от момичетата има своя задача. Мел Би отговаря за турнетата, Джери за спонсорите, Ема за личните им ангажименти, графиците и благотворителните прояви, Виктория за мърчандайзинга и финансите, а Мел Си за звукозаписните компании и синглите. По-късно изграждат свой собствен екип, воден от Нанси Филипс. Две от момичетата – Ема и Виктория, по-късно отново се обръщат към Фулър, след като става ясно, че тласъкът им започва да отслабва.
В началото на 1998 г. Спайс гърлс започват работа по световното си турне, покриващо Европа и Северна Америка. Турнето Spiceworld започва на 24 февруари 1998 в Дъблин, Ирландия. Следват 14 концерта на стадион Уембли и Бирмингам. Момичетата имат планове да издадат албум с изпълнения на живо, но идеята отпада, въпреки че някои от записите са вече направени.

### Goodbye
На 31 май 1998 г. Джери Халиуел обявява, че напуска „Спайс Гърлс“. Тя казва, че причините са различия между нея и момичетата, както и фактът, че е изтощена и има нужда от почивка. Въпреки това, според слуховете, тя е имала пререкания с Мел Би (ирония или не, Джери напуска групата в деня на нейния рожден ден). Напускането ѝ шокира феновете и се превръща в една от най-обсъжданите новини на годината в цял свят. Останалите четири момичета продължават турнето в Северна Америка сами. Напускането на Джери поставя под въпрос много от плановете на групата. Това е посочено и като главна причина за отменянето на албума с изпълненията на живо. Плановете за анимационен филм на Дисни също отпадат.
„Viva Forever“ е последният сингъл, издаден от албума Spiceworld. Видеоклипът е направен преди напускането на Джери и представлява анимация – това решение е взето, тъй като момичетата не са имали време да заснемат клип заради световното турне. Песента „Never Give Up On The Good Times“ не е издадена, защото няма време да се презапише без вокалите на Джери, както и да се направи видеоклип. Докато пътуват, момичетата продължават да записват нови песни и издават нов сингъл – „Goodbye“ по време на Коледа през 1998. Песента е посветена на Джери и отново оглавява британските класации. Превръща се в третия пореден коледен номер 1 сингъл – рекорд, който групата дели с Бийтълс. Песента е още една от най-успешните за 90-те години в Канада, където остава на първо място в продължение на 16 седмици.

### Forever
През лятото на 1999 г. групата започва работа по третия си студиен албум, а в края на годината групата прави коледно турне в Лондон и Манчестър.
Спайс гърлс се завръщат на Британските музикални награди през 2000 година, където те получават награда. Въпреки че също присъства на събитието, Джери не излиза на сцената с колежките си.
През ноември 2000 г. групата издава третия си студиен албум Forever. С ново R&B звучене, албумът получава хладки отзиви и не успява да постигне успеха на предишните два.
В САЩ албумът е на 39 позиция в Billboard 200 albums chart. Във Великобритания е издаден в една седмица с Coast To Coast на Уестлайф. Момчешката група печели първото място, оставяйки второто за Спайс гърлс. Въпреки това, двата сингъла от Forever – „Holler“ / „Let Love Lead the Way“ се оказват успешни. Издадени едновременно, те са деветият номер едно сингъл на групата във Великобритания.
Една от малкото изяви на сцена е през ноември 2000 г. на Европейските награди на MTV, а последната е през декември същата година. Пропадат плановете за издаване на следващи сингли от албума – „Tell Me Why“, „Weekend Love“ и „If You Wanna Have Some Fun“. През декември 2000 г. момичетата обявяват, че ще се концентрират върху соловите си кариери, но подчертавайки, че групата не се разпада.

### Световно турне и албумътGreatest Hits
На 28 юни 2007 г. групата дава пресконференция в Лондон, на която официално заявява намерението си да се завърне. За това дълго време има множество слухове от страна на медиите, но чак тогава момичетата потвърждават. Групата обявява, че ще започне световно турне, стартиращо във Ванкувър на 2 декември 2007 г.
Продажбите на билетите за първия концерт в Лондон от турнето „The Return of the Spice Girls“ се продават за 38 секунди. Купени са в официалния сайт на групата от над един милион души. Други пет милиона се регистрират за билети за останалите концерти. Добавени са 16 допълнителни дати за концерти в Лондон. И тези билети се продават бързо. В Америка, концертите в Лас Вегас, Лос Анджелис и Сан Хосе също са разпродадени. И тук са добавени допълнителни дати. Обявено е, че Спайс гърлс ще изнесат шоу в Чикаго, Детройт, Бостън и Ню Йорк. На първия си концерт в Канада, те пеят пред над 15 000 души, изпълнявайки 20 песни и сменяйки по 8 тоалета.
Освен бързо продадените билети за концертите си, Спайс гърлс получават и по 5 милиона английски лири за участие в реклама на верига английски супермаркети.
Новият сингъл на групата – „Headlines (Friendship Never Ends)“, е обявен за официална песен за 2007 г. на благотворителната организация Children in Need. Сингълът е издаден на 5 ноември. Първата сценична изява на Спайс гърлс е в Холивуд на шоу на компанията за дамско бельо Victoria's Secret. Там те изпълняват две песни – сингълът си от 1998 г. „Stop“ и новата си песен „Headlines (Friendship Never Ends)“. Шоуто е записано от телевизия CBS на 15 ноември и е излъчено на 4 декември 2007 г. Момичетата изпълняват песента си и по BBC в шоу на живо от Лос Анджелис на 16 ноември. Облечени са в елегантни дрехи на Роберто Кавали. „Headlines (Friendship Never Ends)“ застава на 11 място на UK Singles Chart, правейки го най-слабо продавания сингъл на групата във Великобритания. Въпреки това, продажбите на албума „Greatest Hits“ са по-добри – той е на второ място по продажби във Великобритания (до момента са продадени около 360 000 копия). Австралия е единствената страна, в която албумът дебютира под номер 1. Това е и първият албум на Спайс гърлс, който оглавява класацията в Австралия. Албумът е платинен в Австралия и Великобритания, златен в САЩ, Канада, Бразилия и Нова Зеландия.
На 1 февруари 2008 г. е обявено, че поради лични и семейни ангажименти, турнето ще приключи в Торонто на 26 февруари 2008 г., което означава, че концертите в Пекин, Хонг Конг, Шанхай, Сидни, Кейп Таун и Буенос Айрес се отменят.
В официалния си сайт групата публикува обръщение към феновете си: „Наистина съжаляваме ако не успяхме да дойдем при вас този път. Всички ние имаме други ангажименти в живота си в момента, но кой знае какво ще се случи.“
По време на един от концертите на Спайс Гърлс в Медисън Скуеър Гардън, Мелани Чизхолм разкри, че момичетата ще бъдат „поласкани“ да участват в партито по случай 90-годишният юбилей на Нелсън Мандела това лято, но все още не са били поканени официално. Мел Си твърди, че е със смесени чувства след края на турнето, но каза, че „турнето може да е приключило, но ние сме все така близки“.
Въпреки че имаше слухове за DVD с концерти от турнето, на 2 април 2008 г. е обявено в официалния сайт на групата, че такова няма да бъде издадедно, което разочарова хиляди фенове. Последваха десетки петиции от тяхна страна.
Скоро е обявено, че Виктория Бекъм ще продаде на търг всичките шест костюма, които носи по време на турнето. Цените им варират от 30 000 до 250 000 паунда. Виктория се надява да събере поне 1 милион паунда, които ще дари за благотворителната организация на майка си.

### Ново завръщане и мюзикълаViva Forever
На 26 юни групата се събира за трети път на пресконференция в Лондон за съсредоточаването на мюзикъла „Viva Forever“. Мястото на пресконференцията е проведено в Св. Панкрас Възраждането Лондон Хотел където е заснет тоталния хит „Wannabe“ 16 години по-късно на тази дата. Мюзикъла ще е открит в Уест Енд Пикадили театър на 11 декември 2012 г. На 12 август на церемонията по случай на закриването на Летните олимпийски игри в Лондон където групата се завърна на музикалната сцена.

### Spice Girls – GEM и ново завръщане
На 8 юли 2016 г. Мел Би, Ема и Джери представят новия уебсайт под името „The Spice Girls – GEM“, който пусна кратко видео по случай 20 години от излизането на дебютния им сингъл „Wannabe“. Мел Би по-късно изясни, че: „GEM“ не е новото име на групата, а името на сайта – Ние винаги ще бъдем Spice Girls." На 23 ноември излиза нова песен „Song for Her“, но след като Халиуел обявява, че е бременна проектът е преустановен.
През юли 2018 г. Браун обяви реформирането на групата. Групата се събира за турне в Обединеното кралство и Ирландия, но без Виктория. През ноември е съобщено, че Spice World – 2019 UK & Ireland Tour ще се проведе през през май и юни 2019 г. и ще премине през 13 града.

### Юбилейни възпоменания
През юли 2021 г. по случай 25-годишнината от излизането на дебютния им сингъл се очаква да излезе EP аблум, който ще включва не издавани преди това демо версии. На 1 септември е обявено преиздаването на „Spice“, озаглавен като „Spice25“. Луксозният двоен албум ще бъде издаден на 29 октомври и ще съдържа ремикси, демо и неиздадени песни.
На 27 септември 2022 г. е обявен списъка с песни за „Spiceworld25“ по случай 25 години от издаването на албума „Spiceworld“. Новата колекция включва отново не издавани ремикси, версии на живо, песни и мегамикс. Албумът е пуснат в продажба на 4 ноември, а преди това е пуснат алтернативен видеоклип на хита от 1997 г. „Spice Up Your Life“ включващ неизползвани досега кадри заедно с версия на живо.
През януари 2024 г. по повод 30-годишнината от основаването на групата Кралската поща обяви, че ще издаде петнадесет марки с техния лик.

## Дискография

### Студийни албуми
- Spice (1996)
- Spiceworld (1997)
- Forever (2000)

### Компилации
- Greatest Hits (2007)

### Сингли
- „Wannabe“ (1996)
- „Say You'll Be There“ (1996)
- „2 Become 1“ (1996)
- „Mama“/"Who Do You Think You Are" (1997)
- „Spice Up Your Life“ (1997)
- „Too Much“ (1997)
- „Stop“ (1998)
- „Viva Forever“ (1998)
- „Goodbye“ (1998)
- „Holler“/"Let Love Lead the Way" (2000)
- „Headlines (Friendship Never Ends)“ (2007)

### Промоционални сингли
- „Step to Me“ (1997)
- „Move Over“ (1997)
- „Tell Me Why“ (2000)
- „Weekend Love“ (2000)
- „If You Wanna Have Some Fun“ (2000)

### Видео албуми
- „One Hour of Girl Power“ (1997)
- „Girl Power! Live in Istanbul“ (1997)
- „Live at Wembley Stadium“ (1998)
- „Spice Girls in America: A Tour Story“ (1999)
- „Forever More“ (2000)

## Концерти и турнета
- Girl power!Live in Istanbul (1997)
- Spiceworld Tour (1998)
- Christmas in Spiceworld (1999)
- The Return of the Spice Girls (Завръщането на Спайс гърлс) (2007 – 2008)
- Spice World – 2019 UK Tour (2019)

## Филмография

### Филми
- Spiceworld: The Movie (1997)
- Spice Girls in America: A Tour Story (1999)
- Giving You Everything (2007)

### Мюзикъл
- "Viva Forever! The Musical (2012)